# منطقة بوري
بوري رمزها «PU» (بالإنجليزية: Puri)‏ ، هو تقسيم إداري لدولة الهند تتبع ولاية أوريسا (بالإنجليزية: Orissa)‏ ، مركزها هو مدينة بوري (مدينة هندية) (بالإنجليزية: Puri)‏ عدد سكانها حسب تعداد سنة 2001 هو 1,498,604 ، مساحتها 3,055 كم² وكثافة السكان 491 لكل كم² .